# جايمي أوهارا (موسيقي)
جايمي أوهارا (بالإنجليزية: Jamie O'Hara)‏ هو موسيقي ومغن مؤلف أمريكي، ولد في 8 أغسطس 1950 في توليدو في الولايات المتحدة.

## وصلات خارجية
- جايمي أوهارا على موقع IMDb (الإنجليزية)
- جايمي أوهارا على موقع ميوزك برينز (الإنجليزية)
- جايمي أوهارا على موقع ديسكوغز (الإنجليزية)